# Soyuz TMA-16
Soyuz TMA-16 foi uma missão do programa espacial russo Soyuz à Estação Espacial Internacional (EEI), sendo a 103ª missão tripulada deste programa. O lançamento ocorreu em 30 de setembro de 2009 e se estendeu por quase seis meses em órbita terrestre, até 18 de março de 2010.

## Tripulação
| Posição           | Tripulante       | Duração          | Pousou na    |
| ----------------- | ---------------- | ---------------- | ------------ |
| Comandante        | Maksim Surayev   | 169d 04h 09m 19s | Soyuz TMA-16 |
| Engenheiro de voo | Jeffrey Williams | 169d 04h 09m 19s | Soyuz TMA-16 |
| Turista espacial  | Guy Laliberté    | 10d 21h 16m 58s  | Soyuz TMA-14 |

## Parâmetros da Missão
- Massa: 7.250 kg
- Perigeu: 342 km
- Apogeu: 352 km
- Inclinação: 51,60°
- Período orbital: 91,50 minutos

## Missão
A nave transportou os integrantes da Expedição 21 e da Expedição 22 à EEI, o cosmonauta Maksim Surayev e o astronauta Jeffrey Williams além do turista espacial Guy Laliberté, fundador e CEO do Cirque du soleil.
A princípio, o terceiro assento da cápsula espacial estava reservado para um cosmonauta do Cazaquistão, contudo a agência espacial cazaque solicitou a suspensão dos preparativos do voo devido a falta de fundos.
A Soyuz ficou acoplada à ISS durante toda a duração da Expedição 21 e 22 servindo como veículo de escape de emergência e durante sua missão, pela primeira vez três naves Soyuz estiveram simultaneamente no espaço.

## Turismo espacial
A missão poderá ser a última à ISS levando um turista espacial a bordo. Com a aposentadoria dos ônibus espaciais prevista para 2010 ou início de 2011 e o aumento das tripulações permanentes da ISS para seis astronautas, as naves Soyuz deverão ser utilizadas apenas para o transporte de tripulantes das expedições de longa duração.